# Tour dei British and Irish Lions 2017
Il tour dei British and Irish Lions 2017 fu il 31º tour ufficiale della formazione interbritannica di rugby a 15 dei British and Irish Lions; si tiene per la 12ª volta in Nuova Zelanda, dal 3 giugno all'8 luglio 2017, e consiste in una serie di 10 incontri, di cui tre test match contro gli All Blacks (ad Auckland, Wellington e di nuovo ad Auckland), programmati per gli ultimi tre sabati della spedizione.
Degli altri sette incontri, cinque sono contro altrettante franchise neozelandesi in Super Rugby (Blues, Chiefs, Crusaders, Highlanders e Hurricanes), una contro gli NZ Barbarians, formazione provinciale a inviti, e i Māori All Blacks.
I Lions non vincono una serie in Nuova Zelanda dal tour del 1971 né vincono due serie consecutivamente dal 1974; fossero quindi riusciti a vincere due test match su tre avrebbero messo la parola fine a un record negativo pluridecennale. Nella serie più attesa del decennio otterranno però solo una vittoria, un pareggio e una sconfitta.
Peraltro anche il bilancio dei confronti con le franchigie della conference neozelandese del Super Rugby è un pareggio, dato dalla vittoria contro Crusaders e Chiefs, il pareggio contro gli Hurricanes e le sconfitte contro Blues e Highlanders. I Lions vincono le sfide contro i New Zealand Barbarians e i Maori All Black, chiudendo il tour con un bilancio positivo - 5 vittorie, 2 pareggi e 3 sconfitte -, ottenendo buoni risultati in terra neozelandese
Esattamente come quattro anni prima, allenatore capo della squadra dei British Lions è il neozelandese Warren Gatland, mentre capitano è ancora il gallese Sam Warburton.

## La squadra

### Giocatori
| Avanti         | Avanti             | Avanti        |
| Giocatore      | Ruolo              | Squadra       |
| -------------- | ------------------ | ------------- |
| Rory Best      | Tallonatore        | Ulster        |
| Dan Cole       | Pilone             | Leicester     |
| Kristian Dacey | Tallonatore        | Cardiff Rugby |
| Allan Dell     | Pilone             | Edimburgo     |
| Toby Faletau   | Terza linea centro | Bath          |
| Tomas Francis  | Pilone             | Exeter        |
| Tadhg Furlong  | Pilone             | Leinster      |
| Jamie George   | Tallonatore        | Saracens      |
| James Haskell  | Terza linea ala    | Wasps         |
| Iain Henderson | Seconda linea      | Ulster        |
| Cory Hill      | Seconda linea      | Newport G.D.  |
| Maro Itoje     | Seconda linea      | Saracens      |
| Alun Wyn Jones | Seconda linea      | Ospreys       |
| George Kruis   | Seconda linea      | Saracens      |
| Courtney Lawes | Seconda linea      | Northampton   |
| Joe Marler     | Pilone             | Harlequins    |
| Jack McGrath   | Pilone             | Leinster      |
| Ross Moriarty  | Terza linea ala    | Gloucester    |
| Seán O'Brien   | Terza linea ala    | Leinster      |
| Peter O'Mahony | Terza linea ala    | Munster       |
| Ken Owens      | Tallonatore        | Scarlets      |
| Kyle Sinckler  | Pilone             | Harlequins    |
| CJ Stander     | Terza linea ala    | Munster       |
| Justin Tipuric | Terza linea ala    | Ospreys       |
| Billy Vunipola | Terza linea centro | Saracens      |
| Mako Vunipola  | Pilone             | Saracens      |
| Sam Warburton  | Terza linea ala    | Cardiff Rugby |

| Tre quarti      | Tre quarti         | Tre quarti       |
| Giocatore       | Ruolo              | Squadra          |
| --------------- | ------------------ | ---------------- |
| Dan Biggar      | Mediano d'apertura | Ospreys          |
| Elliot Daly     | Tre quarti centro  | Wasps            |
| Gareth Davies   | Mediano di mischia | Scarlets         |
| Jonathan Davies | Tre quarti centro  | Scarlets         |
| Owen Farrell    | Mediano d'apertura | Saracens         |
| Leigh Halfpenny | Estremo            | Tolone           |
| Robbie Henshaw  | Tre quarti centro  | Leinster         |
| Stuart Hogg     | Estremo            | Glasgow Warriors |
| Jonathan Joseph | Tre quarti centro  | Bath             |
| Greig Laidlaw   | Mediano di mischia | Gloucester       |
| Conor Murray    | Mediano di mischia | Munster          |
| George North    | Tre quarti ala     | Northampton      |
| Jack Nowell     | Tre quarti ala     | Exeter           |
| Jared Payne     | Estremo            | Ulster           |
| Finn Russell    | Mediano d'apertura | Glasgow Warriors |
| Jonathan Sexton | Mediano d'apertura | Leinster         |
| Tommy Seymour   | Tre quarti ala     | Glasgow Warriors |
| Ben Te'o        | Tre quarti centro  | Worcester        |
| Anthony Watson  | Tre quarti ala     | Bath             |
| Rhys Webb       | Mediano di mischia | Ospreys          |
| Liam Williams   | Tre quarti ala     | Scarlets         |
| Ben Youngs      | Mediano di mischia | Leicester        |

### Staff tecnico-manageriale
- John Spencer: tour manager
- Warren Gatland: commissario tecnico
- Rob Howley: assistente tecnico (attacco)
- Steve Borthwick: assistente tecnico (difesa)
- Andy Farrell: assistente tecnico (difesa)
- Neil Jenkins: assistente tecnico (calci)
- Graham Rowntree: assistente tecnico (mischia)

## Risultati

### Itest match
| Arbitro: | Jaco Peyper |

|                              |      |                        |
| Taylor 18’ R. Ioane 55’, 70’ | mt   | 36’ O’Brien 80+1’ Webb |
| B. Barrett 18’, 55’, 70’     | tr   | 80+1’ O. Farrell       |
| B. Barrett 14’, 34’, 61’     | c.p. | 31’ O. Farrell         |

| Arbitro: | Jérôme Garcès |

|                                              |      |                                 |
|                                              | mt   | 60’ Faletau 69’ Murray          |
|                                              | tr   | 69’ O. Farrell                  |
| B. Barrett 20’, 32’, 37’, 48’, 54’, 58’, 67’ | c.p. | 23’, 34’, 40+3’, 78’ O. Farrell |

| Arbitro: | Romain Poite |

|                            |      |                                        |
| Laumape 15’ J. Barrett 36’ | mt   |                                        |
| B. Barrett 15’             | tr   |                                        |
| B. Barrett 68’             | c.p. | 21’, 33’, 60’, 78’ O. Farrell 41’ Daly |

### Gli altri incontri
| Arbitro: | Angus Gardner |

|                      |      |                        |
| Anderson-Heather 23’ | mt   | 52’ Watson             |
| Gatland 24’          | tr   | 54’ Farrell            |
|                      | c.p. | 17’ Sexton 43’ Laidlaw |

| Arbitro: | Pascal Gaüzère |

|                                           |      |                         |
| R. Ioane 5’ S.B. Williams 41’ I. West 76’ | mt   | 17’ Stander             |
| Perofeta 41’ I. West 76’                  | tr   | 17’ Halfpenny           |
| I. West 49’                               | c.p. | 25’, 65’, 70’ Halfpenny |

| Arbitro: | Mathieu Raynal |

|             |      |                               |
| Mo’unga 23’ | c.p. | 12’, 16’, 31’, 71’ O. Farrell |

| Arbitro: | Angus Gardner |

|                           |      |                                      |
| Naholo 25’ Coltman 59’    | mt   | 29’ Joseph 42’ Seymour 52’ Warburton |
| Sopoaga 25’ Banks 59’     | tr   | 29’, 52’ Biggar                      |
| Sopoaga 4’, 49’ Banks 73’ | c.p. | 15’ Biggar                           |

| Arbitro: | Jaco Peyper |

|              |      |                                       |
| Messam 12’   | mt   | 51’ tecnica 54’ Itoje                 |
| McKenzie 13’ | tr   | 54’ Halfpenny                         |
| McKenzie 22’ | c.p. | 5’, 10’, 20’, 33’, 44’, 70’ Halfpenny |

| Arbitro: | Jérôme Garcès |

|                 |      |                                       |
|                 | mt   | 25’, 58’ Nowell 54’ tecnica 64’ Payne |
|                 | tr   | 25’, 58’, 64’ Biggar                  |
| Donald 21’, 80’ | c.p. | 12’, 18’ Biggar                       |

| Arbitro: | Romain Poite |

|                                                |      |                            |
| Gibbins 26’ Laumape 40’ Goosen 67’c Fifita 70’ | mt   | 17’, 54’ Seymour 35’ North |
| J. Barrett 26’, 40’, 67’, 70’                  | tr   | 17’, 35’ Biggar            |
| J. Barrett 49’                                 | c.p. | 9’, 21’, 30’, 51’ Biggar   |

## Statistiche

### Utilizzo dei giocatori
| Giocatore | Test match | Test match | Test match | Test match | Test match | Test match | Totali | Totali | Totali | Totali | Totali | Totali | Panca delle penalità | Espulsioni |
| Giocatore | G          | Mt         | Tr         | CP         | DG         | Pt         | G      | Mt     | Tr     | CP     | DG     | Pt     | Panca delle penalità | Espulsioni |
| --- | ---------- | ---------- | ---------- | ---------- | ---------- | ---------- | ------ | ------ | ------ | ------ | ------ | ------ | -------------------- | ---------- |
| Elliot Daly | 3          | 0          | 0          | 1          | 0          | 3          | 7      | 0      | 0      | 1      | 0      | 3      | 0                    | 0          |
| Jonathan Davies | 3          | 0          | 0          | 0          | 0          | 0          | 5      | 0      | 0      | 0      | 0      | 0      | 0                    | 0          |
| Toby Faletau | 3          | 1          | 0          | 0          | 0          | 5          | 6      | 1      | 0      | 0      | 0      | 5      | 0                    | 0          |
| Owen Farrell | 3          | 0          | 2          | 9          | 0          | 33         | 6      | 0      | 3      | 13     | 0      | 45     | 0                    | 0          |
| Tadhg Furlong | 3          | 0          | 0          | 0          | 0          | 0          | 6      | 0      | 0      | 0      | 0      | 0      | 0                    | 0          |
| Jamie George | 3          | 0          | 0          | 0          | 0          | 0          | 6      | 0      | 0      | 0      | 0      | 0      | 0                    | 0          |
| Maro Itoje | 3          | 0          | 0          | 0          | 0          | 0          | 6      | 1      | 0      | 0      | 0      | 5      | 0                    | 0          |
| Alun Wyn Jones | 3          | 0          | 0          | 0          | 0          | 0          | 7      | 0      | 0      | 0      | 0      | 0      | 0                    | 0          |
| Jack McGrath | 3          | 0          | 0          | 0          | 0          | 0          | 7      | 0      | 0      | 0      | 0      | 0      | 0                    | 0          |
| Conor Murray | 3          | 1          | 0          | 0          | 0          | 5          | 5      | 1      | 0      | 0      | 0      | 5      | 0                    | 0          |
| Seán O'Brien | 3          | 1          | 0          | 0          | 0          | 5          | 5      | 1      | 0      | 0      | 0      | 5      | 0                    | 0          |
| Jonathan Sexton | 3          | 0          | 0          | 0          | 0          | 0          | 7      | 0      | 0      | 1      | 0      | 3      | 0                    | 0          |
| Kyle Sinckler | 3          | 0          | 0          | 0          | 0          | 0          | 7      | 0      | 0      | 0      | 0      | 0      | 0                    | 0          |
| Mako Vunipola | 3          | 0          | 0          | 0          | 0          | 0          | 6      | 0      | 0      | 0      | 0      | 0      | 1                    | 0          |
| Sam Warburton | 3          | 0          | 0          | 0          | 0          | 0          | 6      | 1      | 0      | 0      | 0      | 5      | 0                    | 0          |
| Anthony Watson | 3          | 0          | 0          | 0          | 0          | 0          | 6      | 1      | 0      | 0      | 0      | 5      | 0                    | 0          |
| Liam Williams | 3          | 0          | 0          | 0          | 0          | 0          | 6      | 0      | 0      | 0      | 0      | 0      | 1                    | 0          |
| Courtney Lawes | 2          | 0          | 0          | 0          | 0          | 0          | 6      | 0      | 0      | 0      | 0      | 0      | 0                    | 0          |
| Jack Nowell | 2          | 0          | 0          | 0          | 0          | 0          | 6      | 2      | 0      | 0      | 0      | 10     | 0                    | 0          |
| Ken Owens | 2          | 0          | 0          | 0          | 0          | 0          | 6      | 0      | 0      | 0      | 0      | 0      | 0                    | 0          |
| Ben Te'o | 2          | 0          | 0          | 0          | 0          | 0          | 5      | 0      | 0      | 0      | 0      | 0      | 0                    | 0          |
| Rhys Webb | 2          | 1          | 0          | 0          | 0          | 5          | 5      | 1      | 0      | 0      | 0      | 5      | 0                    | 0          |
| Leigh Halfpenny | 1          | 0          | 0          | 0          | 0          | 0          | 4      | 0      | 2      | 9      | 0      | 31     | 0                    | 0          |
| George Kruis | 1          | 0          | 0          | 0          | 0          | 0          | 5      | 0      | 0      | 0      | 0      | 0      | 0                    | 0          |
| Peter O'Mahony | 1          | 0          | 0          | 0          | 0          | 0          | 4      | 0      | 0      | 0      | 0      | 0      | 0                    | 0          |
| CJ Stander | 1          | 0          | 0          | 0          | 0          | 0          | 6      | 1      | 0      | 0      | 0      | 5      | 0                    | 0          |
| Rory Best | 0          | 0          | 0          | 0          | 0          | 0          | 5      | 0      | 0      | 0      | 0      | 0      | 0                    | 0          |
| Dan Biggar | 0          | 0          | 0          | 0          | 0          | 0          | 5      | 0      | 7      | 7      | 0      | 35     | 0                    | 0          |
| Dan Cole | 0          | 0          | 0          | 0          | 0          | 0          | 5      | 0      | 0      | 0      | 0      | 0      | 0                    | 0          |
| Kristian Dacey | 0          | 0          | 0          | 0          | 0          | 0          | 0      | 0      | 0      | 0      | 0      | 0      | 0                    | 0          |
| Gareth Davies | 0          | 0          | 0          | 0          | 0          | 0          | 0      | 0      | 0      | 0      | 0      | 0      | 0                    | 0          |
| Allan Dell | 0          | 0          | 0          | 0          | 0          | 0          | 1      | 0      | 0      | 0      | 0      | 0      | 0                    | 0          |
| Tomas Francis | 0          | 0          | 0          | 0          | 0          | 0          | 0      | 0      | 0      | 0      | 0      | 0      | 0                    | 0          |
| James Haskell | 0          | 0          | 0          | 0          | 0          | 0          | 4      | 0      | 0      | 0      | 0      | 0      | 0                    | 0          |
| Iain Henderson | 0          | 0          | 0          | 0          | 0          | 0          | 6      | 0      | 0      | 0      | 0      | 0      | 1                    | 0          |
| Robbie Henshaw | 0          | 0          | 0          | 0          | 0          | 0          | 4      | 0      | 0      | 0      | 0      | 0      | 0                    | 0          |
| Cory Hill | 0          | 0          | 0          | 0          | 0          | 0          | 0      | 0      | 0      | 0      | 0      | 0      | 0                    | 0          |
| Stuart Hogg | 0          | 0          | 0          | 0          | 0          | 0          | 2      | 0      | 0      | 0      | 0      | 0      | 0                    | 0          |
| Jonathan Joseph | 0          | 0          | 0          | 0          | 0          | 0          | 3      | 1      | 0      | 0      | 0      | 5      | 0                    | 0          |
| Greig Laidlaw | 0          | 0          | 0          | 0          | 0          | 0          | 6      | 0      | 0      | 1      | 0      | 3      | 0                    | 0          |
| Joe Marler | 0          | 0          | 0          | 0          | 0          | 0          | 5      | 0      | 0      | 0      | 0      | 0      | 1                    | 0          |
| Ross Moriarty | 0          | 0          | 0          | 0          | 0          | 0          | 1      | 0      | 0      | 0      | 0      | 0      | 0                    | 0          |
| George North | 0          | 0          | 0          | 0          | 0          | 0          | 3      | 1      | 0      | 0      | 0      | 5      | 0                    | 0          |
| Jared Payne | 0          | 0          | 0          | 0          | 0          | 0          | 3      | 1      | 0      | 0      | 0      | 5      | 0                    | 0          |
| Finn Russell | 0          | 0          | 0          | 0          | 0          | 0          | 1      | 0      | 0      | 0      | 0      | 0      | 0                    | 0          |
| Tommy Seymour | 0          | 0          | 0          | 0          | 0          | 0          | 4      | 3      | 0      | 0      | 0      | 15     | 0                    | 0          |
| Justin Tipuric | 0          | 0          | 0          | 0          | 0          | 0          | 5      | 0      | 0      | 0      | 0      | 0      | 0                    | 0          |
| N.B. I giocatori in grassetto sono stati utilizzati nei test match. A parità di numero di questi ultimi essi sono ordinati per cognome. |            |            |            |            |            |            |        |        |        |        |        |        |                      |            |